# Montagnola (Collina d'Oro)
Montagnola (in dialetto ticinese Muntagnöra) è una frazione di 2 092 abitanti del comune svizzero di Collina d'Oro, nel Canton Ticino (distretto di Lugano).

## Storia
Già comune autonomo che si estendeva per 3,17 km², il 4 aprile 2004  è stato accorpato agli altri comuni soppressi di Agra e Gentilino per formare il nuovo comune di Collina d'Oro.

## Monumenti e luoghi d'interesse

### Architetture religiose
- Oratorio dei Santi Nazario e Celso, attestato dal 1442[2]
- Oratorio di San Silvestro in località Arasio, attestato dal 1270[2]
- Oratorio di San Mattia in località Certenago, ricostruito da Giacomo Alberti [senza fonte].

### Architetture civili

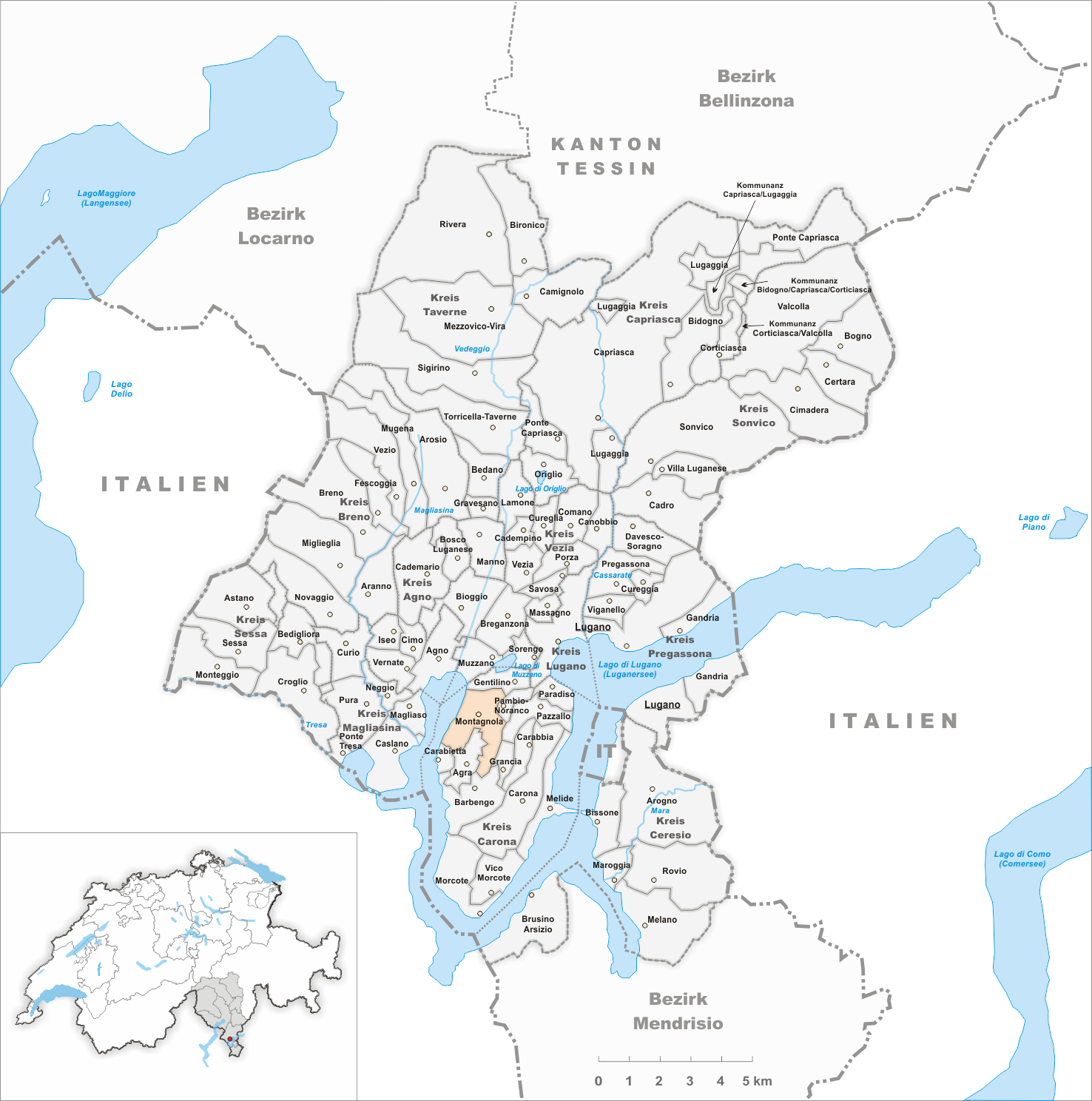
Il territorio del comune di Montagnola prima degli accorpamenti comunali del 2004

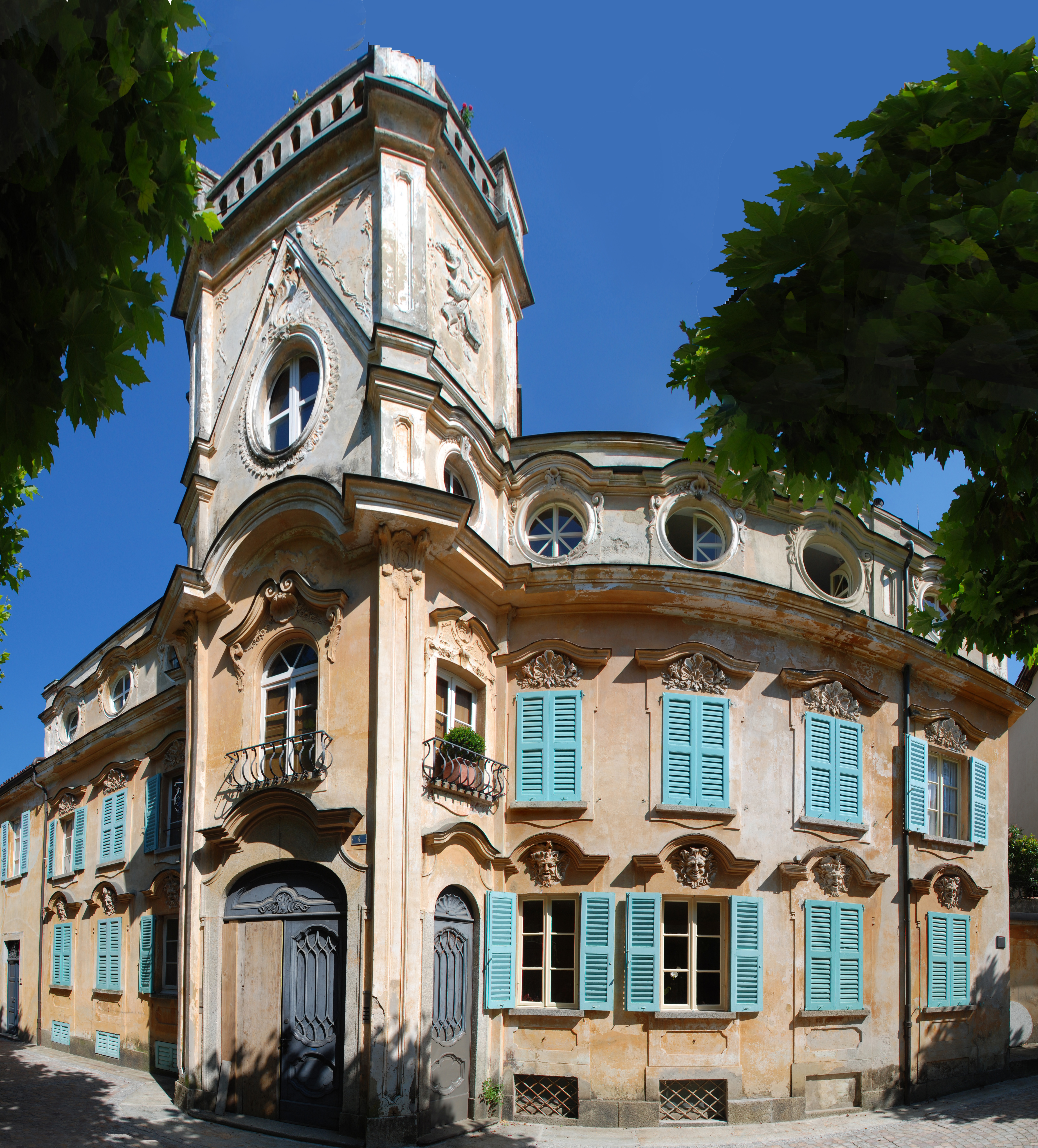
Casa Camuzzi

- Casa Camuzzi, realizzata dall'architetto Agostino Camuzzi a metà del XIX secolo; è stata la casa di Hermann Hesse dal 1919 al 1931[3]
- Palazzo Gilardi [senza fonte]
- Scuola elementare "Collina d'Oro" dell'architetto Livio Vacchini [senza fonte];
- ex Palazzo de' Nobili[4]

## Società

### Evoluzione demografica
L'evoluzione demografica è riportata nella seguente tabella (nel 1591 assieme a Gentilino):
Abitanti censiti

## Cultura

### Musei
Montagnola è la sede del Museo Hermann Hesse, dedicato allo scrittore e pittore Hermann Hesse che visse proprio a Montagnola dal 1919 fino alla sua morte nel 1962. Il museo è collocato nella Torre Camuzzi.